# Orobia
(Gioachino Rossini, Felice Romani, Bianca e Falliero, scena V.)
L'Orobia (Uròbea in dialetto lombardo orientale) è una regione storica corrispondente alla parte nord-orientale della Lombardia, in corrispondenza delle Alpi Orobie; tuttavia, in ambito autonomista il nome è stato usato in modo più estensivo per indicare tutto il territorio compreso tra il fiume Adda (in seguito alla Pace di Lodi del 1454 confine occidentale della serenissima) e il confine orientale della Lombardia, spesso in contrapposizione all'Insubria, regione che comprende tra i suoi territori la Lombardia occidentale.

## Territorio

### Orobia linguistica
Dal punto di vista linguistico si può considerare Orobia l'area in cui si parlano le varianti orientali del lombardo, cioè la provincia di Bergamo, parte della provincia di Brescia e l'area Cremasca, sebbene per il cremasco nessun testo di storia locale utilizzi la denominazione di Orobia (Isola Fulcheria e Lago Gerundo sono i toponimi che, invece, caratterizzano tradizionalmente tali luoghi).
Dalla mera accezione linguistica resterebbero inoltre escluse dall'Orobia parti delle attuali provincie di Cremona e Mantova, nelle quali si parlano dialetti di transizione lombardo-emiliani o propriamente emiliani, che sono invece talvolta incluse nella più ampia definizione geografica. Così come, a nord, verrebbero escluse l'alta Val Camonica (le cosiddette Orobie bresciane, in cui si parla un dialetto lombardo affine al retoromanzo) e la Valtellina (le Orobie valtellinesi, il cui dialetto viene generalmente ascritto al lombardo occidentale).

### Riferimenti storici e geografici
Il termine deriva dall'antica popolazione celto-ligure degli Orobi, stanziati in epoca preistorica nelle valli bergamasche, lecchesi e comasche.
Dal punto di vista storico essa corrisponde alla parte della Lombardia che è stata soggetta alla Repubblica di Venezia (con l'aggiunta della Valtellina).
Locuzioni più diffuse con la stessa etimologia sono "Alpi Orobie" (la sezione delle alpi tra la Valtellina e le Valli Bergamasche) e "orobico", aggettivo riferito genericamente alla provincia bergamasca e ai suoi abitanti.